# میک فریدمن
میک فریدمن (انگلیسی: Mike Friedman؛ زادهٔ ۱۹ سپتامبر ۱۹۸۲) دوچرخه‌سوار اهل ایالات متحده آمریکا است. وی در بازی‌های المپیک تابستانی ۲۰۰۸ شرکت کرده است.